# Ніколас Коп
Ніколас Коп (близько 1501, Париж — помер 1540) — ректор Паризького університету на кінець 1533 року, з 10 жовтня 1533, швейцарський протестантський реформатор і друг Жана Кальвіна. Ніколас і його брат Мішель Коп, сини королівського  лікаря, стали друзями Кальвіна під час спільного навчання в Колеж де Монтегю.

## Біографія
Близько 1533 року, коли Жан Кальвін повернувся до Парижа, зросла напруженість  між гуманістичними релігійними реформаторами Колеж-Роялю і консервативними старшими викладачами. Коледж Рояль пізніше став Колеж де Франс і зрештою Паризьким університетом або Сорбонною. Ніколас Коп, один з реформаторів, був обраний ректором університету, хоча установа в цілому засудила Мартіна Лютера. На День Всіх Святих, 1 листопада 1533 року, Ніколас виступив з вітальною промовою, в якій він показав себе як симпатик Лютера. Коп говорив про необхідність реформування та оновлення в Римсько-католицької церкві і підкреслив відмінності між Блаженством Євангелій, богослов'я і практикою в Римсько-католицькій церкві до контрреформації. Пізніше він вступив у контакт з реформаторами в Страсбурзі і Людовіком Карінусом, якого добре знав в Парижі.
Промова Копа викликала бурхливу реакцію з боку викладацького складу, більшість з якого засудило його як єретика. Протягом усього лише двох днів, 3 листопада 1533 два францисканці подали скаргу до Паризького парламенту проти Копа за єресь. Ніколас Коп постав перед парламентом і був змушений тікати. Він втік із тамниці і прибув до Базеля. Кальвін, як співучасник злочину, сам був змушений переховуватися весь наступний рік.
Ніколя Коп одружився використав свою посаду, щоб реабілітувати працю сестри короля Маргарити Наваррської «Le Miroir де l'âme pécheresse» (Дзеркало грішної душі)). У січні 1535 Кальвін приєднався до Копа в Базелі, місті, в яке прийшов під впливом реформатора Йоганнеса Еколампадіуса. Коп знову відправився в Париж, де отримав медичну ліцензію. Наступного року його запросили до Шотландії. Ніколас Коп також викладав медицину в університеті Парижа, але раптово помер взимку 1539/1540.